# Лланвиллин
Лланви́ллин (валл. Llanfyllinо файле) — город в Уэльсе, Великобритания.

## География
Лланвиллин находится в центральной части Уэльса, на территории административного округа Поуис. B XVI-XIX веках он входил в уэльское историческое графство Монтгомеришир. Лланвиллин расположен на берегу реки Кейн, у гор Беруин. Со времён Средневековья городок был известен своим священным источником св. Миллина.
Население Лланвиллина составляет 1 407 человек (на 2001 год). Более половины его жителей владеют валлийским языком.

## Информация
- www.geograph.co.uk : photos of Llanfyllin and surrounding area
- Llanfyllin community council website, history and info
- BBC Wales feature on the town
- Llanfyllin Town F.C. website
- Llanfyllin High School website
- Llanfyllin Workhouse - arts, education and community website